# Jernej Kruh
Jernej Kruh, slovenski gospodarstvenik in politični delavec, * 1. avgust 1912, Selce, Pivka, † 23. avgust 1996, Šempeter pri Gorici. 
Leta 1931 je končal je obrtno šolo in postal soboslikar. Po kapitulaciji Italije se je pridružil partizanom in ves čas vojne deloval v varnostnih organih na Postojnskem. Kot častnik KNOJ-a je bil leta 1946 demobiliziran. Poslej je v letih 1946−1953 opravljal vrsto varnostnih nalog na Primorskem. Od 1953 pa do upokojitve 1974 pa je bil direktor podjetja Primorje Export v Novi Gorici. V tem času je deloval tudi v drugih gospodarskih organih, tako je bil predsednik Trgovske zbornice Gorice, član upravnega odbora republiške trgovske zbornice, predsednik Gospodarske zbornice Koper in predsednik sveta za finance Okrajnega ljudskega odbora Koper. Več let je bil tudi predsednik odbora za gradnjo Nove Gorice.